# Paolo Conti
Paolo Conti (1. duben 1950, Riccione, Itálie) je bývalý italský fotbalový brankář.
Fotbalové začátky měl ve čtvrté lize v rodném městě a klubu Riccione. Po dvou letech odešel do druholigové Modeny a sezonu 1972/73 odchytal v Arezzu. Zlom v jeho kariéře byl odchod do klubu v nejvyšší lize a to do Říma. Za vlky odchytal celkem za sedm sezon 206 utkání. S klubem získal jedinou trofej a to Italský pohár (1979/80). Během sezony 1979/80 ztrácí svoji pozici v klubu a po sezoně odchází do druholigové Verony a po jedné sezoně odešel do Sampdorie. S nimi získal postup do nejvyšší ligy. Sezonu 1983/84 odchytal ve třetiligovém Bari. Od roku 1984 se stal náhradníkem ve Fiorentině, kde za čtyři sezony odchytal celkem 6 utkání. V roce 1988 ukončil kariéru.
Za reprezentaci odchytal sedm utkání a všechny byli jako přátelské zápasy v letech 1977 až 1979. Byl na MS 1978.

## Hráčská statistika
| Sezóna  | Klub       | Liga     | Liga   | Liga       | Ligové poháry | Ligové poháry | Ligové poháry | Kontinentální poháry | Kontinentální poháry | Kontinentální poháry | Celkem | Celkem |
| Sezóna  | Klub       | Soutěž   | Zápasy | Obdr. Góly | Soutěž        | Zápasy        | Góly          | Soutěž               | Zápasy               | Góly                 | Zápasy | Góly   |
| ------- | ---------- | -------- | ------ | ---------- | ------------- | ------------- | ------------- | -------------------- | -------------------- | -------------------- | ------ | ------ |
| 1968/69 | Riccione   | Serie D  | 34     | -38        | -             | 0             | -0            | -                    | 0                    | -0                   | 34     | -38    |
| 1969/70 | Riccione   | Serie D  | 31     | -?         | -             | 0             | -0            | -                    | 0                    | 0                    | 31     | -?     |
| 1970/71 | Modena     | Serie B  | 22     | -20        | IP            | 0             | -0            | -                    | 0                    | -0                   | 22     | -20    |
| 1971/72 | Modena     | Serie B  | 28     | -30        | IP            | 3             | -3            | -                    | 0                    | -0                   | 31     | -33    |
| 1972/73 | Arezzo     | Serie B  | 32     | -23        | IP            | 4             | -4            | -                    | 0                    | -0                   | 36     | -27    |
| 1973/74 | Řím        | Serie A  | 19     | -17        | IP            | 4             | -4            | -                    | 0                    | -0                   | 36     | -27    |
| 1974/75 | Řím        | Serie A  | 30     | -15        | IP            | 5             | -5            | -                    | 0                    | -0                   | 35     | -20    |
| 1975/76 | Řím        | Serie A  | 25     | -24        | IP            | 4             | -7            | UEFA                 | 6                    | -4                   | 35     | -35    |
| 1976/77 | Řím        | Serie A  | 29     | -30        | IP            | 4             | -3            | -                    | 0                    | -0                   | 33     | -33    |
| 1977/78 | Řím        | Serie A  | 30     | -34        | IP            | 4             | -5            | -                    | 0                    | -0                   | 34     | -39    |
| 1978/79 | Řím        | Serie A  | 30     | -32        | IP            | 4             | -7            | -                    | 0                    | -0                   | 34     | -39    |
| 1979/80 | Řím        | Serie A  | 12     | -19        | IP            | 4             | -3            | -                    | 0                    | -0                   | 16     | -22    |
| 1980/81 | Verona     | Serie B  | 31     | -21        | IP            | 0             | -00           | -                    | 0                    | -0                   | 31     | -21    |
| 1981/82 | Sampdoria  | Serie B  | 23     | -17        | IP            | 6             | -3            | -                    | 0                    | -0                   | 29     | -20    |
| 1982/83 | Sampdoria  | Serie A  | 16     | -12        | IP            | 0             | -0            | -                    | 0                    | -0                   | 16     | -12    |
| 1983/84 | Bari       | Serie C1 | 34     | -24        | IP            | 11            | -12           | -                    | 0                    | -0                   | 45     | -36    |
| 1984/85 | Fiorentina | Serie A  | 0      | -0         | IP            | 0             | -0            | UEFA                 | 0                    | -0                   | 0      | -0     |
| 1985/86 | Fiorentina | Serie A  | 2      | -1         | IP            | 0             | -0            | -                    | 0                    | -0                   | 6      | -7     |
| 1986/87 | Fiorentina | Serie A  | 0      | -0         | IP            | 0             | -0            | -                    | 0                    | -0                   | 0      | -0     |
| 1987/88 | Fiorentina | Serie A  | 0      | -0         | IP            | 0             | -0            | -                    | 0                    | -0                   | 0      | -0     |
| Celkem  | Celkem     | Celkem   | 428    | -357+      | -             | 49            | -58           | -                    | 6                    | -4                   | 483    | -419+  |

## Hráčské úspěchy

### Klubové
- 1× vítěz italského poháru (1979/80)

### Reprezentační
- 1× na MS (1978)